# Джиджи, Недждет
Неджде́т Джиджи (тур. Necdet Cici) при рождении Неджде́т Кайра́л (тур. Necdet Kayral; род. 1913 или 26 июня 1912, Стамбул) — турецкий футболист, играл на позиции полузащитника. Участник Олимпийских игр 1936 года.

## Биография

### Клубная карьера
Недждет Кайрал во время учёбы в Галатасарайском лицее получил прозвище Джиджи (тур. Cici), связанное с красивой формой его носа. Своё прозвище он использовал затем на протяжении своей карьеры.
В 1928 году стал игроком «Галатасарая». Дебютировал в составе «львов» 21 марта 1930 года в матче против клуба «Вефа» — «Галатасарай» одержал победу со счётом 4:1. Он играл за «Галатасарай» всю свою карьеру, завоевав в 1931 году титул Стамбульской лиги. Джиджи был одним из лучших правых полузащитников и отличался хорошей результативностью.

### Карьера в сборной
Дебютировал за сборную Турции 4 ноября 1932 года в товарищеском матче со сборной Болгарии — Турция проиграла со счётом 2:3.
Был включён в составе сборной Турции на олимпийский футбольный турнир 1936 года, но из-за травмы, полученной во время тренировки, он покинул расположение сборной.

### Дальнейшая жизнь
После завершения карьеры работал в банковской сфере.
Ещё во время игровой карьеры он увлекался музыкой, исполнял песни и его голос высоко оценивали его друзья. С 1966 по 1976 год выступал на Стамбульском радио в качестве постоянного и приглашённого артиста.

### Смерть
Скончался 14 августа 1995 года в больнице Хайдарпаша Нумуне из-за сердечной недостаточности.

## Достижения
«Галатасарай»
- Чемпион Стамбульской лиги (1): 1930/31